# طبيب على الإنترنت
«طبيب على الإنترنت» هو مصطلح ظهر خلال العقد الأول من القرن الحادي والعشرين، واستخدمته وسائل الإعلام
 والأكاديميين على حد سواء، لوصف جيل من الأطباء والممارسين الصحيين الذين يقدمون الرعاية الصحية -متضمنةً الوصفات الطبية- عبر الإنترنت.

## ظهور العلاج عبر الإنترنت
في العقد الأول من القرن الحادي والعشرين، بدأ العديد من الأشخاص يتعاملون مع الإنترنت باعتباره المصدر الأول، أو المصدر الرئيسي للمعلومات والتواصل. تعد النصائح الصحية الآن ثاني أكثر الموضوعات شيوعًا، بعد المواد الإباحية التي يبحث عنها الأشخاص على الإنترنت. مع انتشار اللقاءات عبر الإنترنت بالصوت والصورة على نطاق واسع، لجأ العديد من الأفراد إلى الأطباء عبر الإنترنت لتلقي الاستشارات وشراء الأدوية الموصوفة. تتمتع استخدام هذه التقنية بالعديد من المزايا لكل من الطبيب والمريض، متضمنةً توفير التكاليف، والراحة، وإمكانية الوصول، وتحسين الخصوصية والتواصل.
في الولايات المتحدة، وجدت دراسة أجريت عام 2006 أن البحث عن معلومات عن الأدوية الموصوفة أو التي لا تستلزم وصفة طبية كان خامس أكثر موضوعات البحث شيوعًا. ووجدت دراسة أجريت عام 2004 أن 4٪ من الأمريكيين قد اشتروا الأدوية الموصوفة عبر الإنترنت. في عام 2009 ظهر استطلاع أجرته مؤسسة الصحة على شبكة الإنترنت (Health On the Net) ومقرها جنيف، أن واحدًامن كل عشرة أوروبيين يشتري الأدوية من مواقع الويب، ويدعي ثلثهم أنهم يستخدمون الاستشارة عبر الإنترنت. في ألمانيا،يشتري نحو سبعة ملايين شخص من صيدليات الطلبات البريدية، وتمثل مبيعات الطلبات بالبريد نحو 8-10٪ من إجمالي مبيعات الأدوية.
في عام 2008، أفادت الجمعية الصيدلانية الملكية لبريطانيا العظمى أن نحو مليوني شخص في بريطانيا العظمى يشترون بانتظام الأدوية عبر الإنترنت سواء بوصفة طبية من أطباء مسجلين عبر الإنترنت في المملكة المتحدة أو دون وصفات طبية من مواقع الويب الأخرى. وجدت دراسة استقصائية أجريت مؤخرًا بتكليف من شركة فايزر، ووكالة تنظيم الأدوية ومنتجات الرعاية الصحية، والجمعية الملكية للأدوية، وجمعية المرضى، وقلب المملكة المتحدة أن 15٪ من البالغين البريطانيين الذين جرى سؤالهم قد اشتروا دواءً بوصفة طبية فقط عبر الإنترنت.
في البلدان المتقدمة، يصف العديد من الأطباء عبر الإنترنت ما يسمى «أدوية نمط الحياة»،  مثل فقدان الوزن أو تساقط الشعر أو ضعف الانتصاب. حددت الجمعية الملكية للأدوية المنتجات الأكثر شيوعًا الموصوفة على الإنترنت، مثل: بروزاك (مضاد للاكتئاب)، والفياجرا (لضعف الانتصاب)، والفاليوم (مهدئ)، وريتالين (منشط نفسي)، وسيروستيم (هرمون النمو الصناعي)،وبروفيجيل (منشط نفسي). أظهرت دراسة في الولايات المتحدة أيضًا أن المضادات الحيوية متوفرة بنحو شائع على الإنترنت دون وصفة طبية.

## الضرر المحتمل
عارض كثير من المنتقدين الأطباء عبر الإنترنت، بأن الطبيب عبر الإنترنت لا يمكنه تقديم الفحوصات أو التشخيصات المناسبة سواء من طريق البريد الإلكتروني أو مكالمة الفيديو. ويوضحون بأن هذه الاستشارات ستكون دائمًا خطيرة، مع احتمال تفويت مرض خطير. توجد مخاوف أيضًا من أن يؤدي غياب القرب إلى العلاج من قبل أطباء غير مؤهلين أو مرضى يستخدمون معلومات خاطئة لتأمين الأدوية الخطرة.
يجادل المقترحون بوجود فرق بسيط بين الاستشارة عبر البريد الإلكتروني ونوع التقييم والمشورة عبر الهاتف التي يقدمها الأطباء بانتظام خارج ساعات أو في ظروف لا يستطيع فيها الأطباء فحص المريض جسديًا (على سبيل المثال، طب الغاب).
يقول لورانس بوكمان (Laurence Buckman)، رئيس لجنة الأطباء العام في الجمعية الطبية البريطانية، إن الاستشارات عبر الإنترنت تجعل الحياة أسهل للأطباء والمرضى عند استخدامها بنحو صحيح. «سيكون العديد من الأطباء سعداء جدًا معه وقد يكون مفيدًا. عندما يكون مريضًا منتظمًا تعرف جيدًا، فإنه يتبع الاستشارات الهاتفية. الصوت ضروري، والرؤية مرغوبة. تأتي المشكلة عندما لا أعرف المريض».
يقول نايال ديكسون (Niall Dickson)، الرئيس التنفيذي للمجلس الطبي العام: «نحن نثق في أن الأطباء يستخدمون حكمهم ليقرروا: هل ينبغي عليهم رؤية المريض شخصيًا؟ ستكون الاستشارات عبر الإنترنت مناسبة لبعض المرضى، بينما سيحتاج المرضى الآخرون إلى فحص جسدي أو قد يستفيدون من رؤية طبيبهم شخصيًا».

## التطورات في الماضي والمستقبل
كان أول موقع ويب للاستشارات الطبية في الولايات المتحدة هو WebMD، الذي تأسس عام 1996 بوساطة جيم كلارك (أحد مؤسسي Netscape) وبافاننيجام باسم هيلث سكيب. في الوقت الحالي، يحوي هذا الموقع على معلومات تتعلق بالصحة والرعاية الصحية، متضمنةً قائمة مراجعة الأعراض، ومعلومات الصيدلة، ومعلومات الأدوية، ومدونات الأطباء التي تتناول موضوعات محددة، ومكانًا لتخزين المعلومات الطبية الشخصية. اعتبارًا من فبراير 2011، وصلت شبكة مواقع WebMD إلى 86.4 مليون زائر في المتوسط شهريًا  وهي البوابة الصحية الرائدة في الولايات المتحدة.
شهدت العديد من مواقع الرعاية الصحية والاستشارات الطبية في الولايات المتحدة نموًا هائلًا. هيلث لاين، الذي أطلِق عام2005، نما بنسبة 269٪ إلى 2.7 مليون زائر شهريًا في المتوسطفي الربع الأول من عام 2007، من 0.8 مليون زائر شهريًا في المتوسط في الربع الأول من عام 2006.
تقدم العديد من شركات الأطباء الأمريكية عبر الإنترنت استشارات مع الأطباء من طريق الهاتف أو الإنترنت. وصفت شركة صندوق المؤسسين البارزة لرأس المال الاستثماري ومقرها سان فرانسيسكو هذه الخدمات بأنها «سريعة جدًا»، وتوقعت أنها «ستجلب الإغاثة لآلاف الأشخاص ذوي الاحتياجات الطبية العاجلة».
في المملكة المتحدة، كان موقع e-med أول موقع صحي على الإنترنت يقدم التشخيص والوصفات الطبية للمرضى عبر الإنترنت. تأسس في مارس 2000 من قبل الدكتور جوليان إيدن.وفي عام 2010، ادعى موقع الدكتور توم أن لديه 100000 مريض يزورون موقعهم.
إن إتش إس(NHS) هي خدمة  المشورة والمعلومات الصحية المجانية التي تقدمها الخدمة الصحية الوطنية (National Health System)، وتختصر «إن إتش إس» للمقيمين والزوار في المملكة المتحدة، مع تقديم المشورة على مدار 24 ساعة في اليوم عبر الهاتف والاتصال عبر الويب. أكثر من 1.5 مليون مريض يزورون الموقع شهريًا.
في الآونة الأخيرة، ظهر عدد من الأطباء عبر الإنترنت في البلاد، وتقدم شركات مثل مجموعة الرعاية الصحية وصيدلية دكتور فوكس وPush Doctor وصيدلية لويدز الاستشارةَ والوصفات الطبية عبر الإنترنت.
في أستراليا،توجد هيلث دايركت (Health Direct)،وهي خدمة المشورة والمعلومات الصحية المجانية التي تقدمها الحكومة مع تقديم المشورة على مدار 24 ساعة في اليوم عبر الهاتف. بدأ برنامج ميديكيربتمويل الاستشارات عبر الإنترنت للمتخصصين في 1 يوليو 2011،الذي شهد زيادة بطيئة ولكن كبيرة في الأحجام.
في الهند، تعد ليبرات منصة رعاية صحية عبر الإنترنت لربط الأطباء والمرضى للحصول على حل فوري على هواتفهم المحمولة. تتيح تقنية الهاتف المحمول هذه للمريض الاتصال بالطبيب عبر الإنترنت من طريق مكالمة فيديو أو دردشة مباشرة أو تحديد موعد والحصول على معلومات فورية عن الدواء.